# Покровский монастырь (Бюсси-ан-От)
Покро́вский монасты́рь (фр. Monastère Notre Dame de Toute Protection) — женский монастырь Галльской митрополии Константинопольского патриархата в местечке Бюсси-ан-От во Франции.

## История
В 1938 года в местечке Муазне-ле-Гран в 50 км от Парижа монахиней Евдокией (Мещеряковой-Куртэн) совместно с монахинями Бландиной (Оболенской), Феодосией (Соломянской) и Дорофеей (Куртэн) был основан скит в честь Казанской иконы Божией Матери. К монахиням присоединился иеромонах Евфимий (Вендт). В 1945 году скит разделился. Монахини Евдокия, Бландина, Феодосия и недавно поступившая монахиня Глафира (Кириакопулос) переместились в селение Розе-ан-Бри, где с 1935 года существовала православная монашеская община, возглавляемая игуменьей Меланией (Лихачёвой). Монахиня Дорофея, иеромонах Евфимий и несколько новых сестёр остались в скиту.
В 1946 году известный адвокат Василий Борисович Ельяшевич, исполняя предсмертное желание своей супруги Фаины Иосифовны, урождённой Моргулис, пожертвовал имение «Вишнёвый сад», расположенное в селении Бюсси-ан-От в Бургундии для монашеской общины. С благословения митрополита Евлогия (Георгиевского) первыми насельницами стали монахиня Евдокия (Мещерякова-Куртэн), монахиня Бландина (Оболенская), монахиня Феодосия (Соломянская) и монахиня Глафира (Кириакопулос). С ними приехал сербский иеромонах Митрофан (Кресоевич). В 1948 году митрополит Владимир (Тихоницкий) освятил церковь Покрова Пресвятой Богородицы, устроенную в обители трудами насельниц и благочестивых мирян, а также возвёл в игуменское достоинство монахиню Евдокию.
В 1950 году в монастыре скончался русский писатель Иван Шмелёв.
С 1961 года в монастыре проживала и приняла постриг с именем Александра принцесса Илеана Румынская (позднее — основательница и игуменья в Преображенском монастыре в Элвуд-Сити, штат Пенсильвания).
После смерти Евдокии в 1977 году, монашескую общину возглавила игуменья Феодосия (Соломянская). Многолетним духовником обители был архимандрит Иов (Никитин), настоятель скита Всех святых в земле Российской просиявших близ русского военного кладбища в г. Мурмелон-ле-Гран. С 1991 по 1995 годы при монастыре проживал на покое епископ Керамонский Роман (Золотов).
С 1992 по 2013 годы обитель возглавляла игумения Ольга (Слёзкина), духовная дочь епископа Мефодия (Кульмана).
В 2003 году в обители по проекту монаха Гильды из Антониевского монастыря был построен Преображенский храм. В 2004—2008 году его расписал российский художник Ярослав Добрынин при участии насельницы монастыря монахини Коломбы.
1 мая 2004 года епископ Гавриил (де Вильдер), выступая на епархиальном собрании Архиепископии православных русских церквей в Западной Европе, сказал: «Мне хотелось бы также подчеркнуть особые связи, которые существуют ныне и которые должны быть ещё более укреплены между Архиепископией, её приходами, её клириками и мирянами и, с одной стороны — Свято-Сергиевским богословским институтом, а с другой стороны — монастырем Покрова Пресвятой Богородицы в Бюсси-ан-От. <…> без монастыря наша епархия была бы лишена возможности черпать из источника живой воды подлинной православной духовности, каковая проявляет себя в монашеской жизни».
С 2005 года в монастыре находятся мощи святого праведного Алексия Южинского.
После смерти игумении Ольги (Слезкиной) монастырь возглавила игуменья Коломба (Шеуэлл), после принятия великой схимы ставшая схиигуменией Емельянией.
После решения Константинопольского патриархата от 27 ноября 2018 года об упразднении Архиепископии православных русских церквей в Западной Европе сразу же присоединился к Галльской митрополии, как того требовало синодальное решение, заменив поминовение архиепископа Иоанна (Реннето) на поминовение митрополита Эммануила (Адамакиса).

## Настоятельницы
- Игуменья Евдокия (Мещерякова) (25 ноября 1948 — 24 июня 1977)
- Игуменья Феодосия (Соломянская) (настоятельница с 1977, игуменья 14 октября 1991 — 15 сентября 1992)
- Игуменья Ольга (Слёзкина) (1992 — 3 ноября 2013[4])
- Игуменья Эмилиания (Шеуэлл) (с 2014)